# Amtsgericht Wiehe
Das Amtsgericht Wiehe war ein Gericht der ordentlichen Gerichtsbarkeit in Wiehe.

## Geschichte
Von 1849 bis 1879 bestand in Wiehe die Gerichtskommission Wiehe des Kreisgerichtes Naumburg. Im Rahmen der Reichsjustizgesetze wurden reichsweit einheitlich Oberlandes-, Land- und Amtsgerichte gebildet. Das königlich preußische Amtsgericht Wiehe wurde mit Wirkung zum 1. Oktober 1879 als eines von 15 Amtsgerichten im Bezirk des Landgerichtes Naumburg im Bezirk des Oberlandesgerichtes Naumburg gebildet. Der Sitz des Gerichtes war die Stadt Wiehe. Sein Gerichtsbezirk umfasste aus dem Landkreis Eckartsberga den Stadtbezirk Wiehe und die Amtsbezirke Bucha und Wiehe sowie Teile der Amtsbezirke Donndorf und Bachra. Am Gericht bestand 1880 eine Richterstelle. Das Amtsgericht war damit ein kleines Amtsgericht im Landgerichtsbezirk.
Im Zweiten Weltkrieg wurden das Amtsgericht Wiehe 1943 zunächst in eine Zweigstelle des Amtsgerichtes Querfurt umgewandelt und diese 1945 geschlossen.